# Gorm den Engelske
Gorm den Engelske er en dansk sagnkonge nævnt hos krønikeskriveren Saxo.
Den historiske baggrund for denne sagnkonge er Gorm den Gamle af Danmark, da Saxo nævner, at Gorm den Engelske har sønnen Harald, men historien kan også være påvirket af Gorm den Gamle (Æthelstan) og/eller af Guthrum (Gorm den Yngre), begge var konger af det den gang danske East Anglia, og det kan have ført til en misforståelse om, at de var konger af det egentlige Danmark.

## Saxo om Gorm "den Engelske"
Saxo skriver om Gorm den Engelske i 9. bog, 9. kapitel:
| Huius filius Gormo, cui, quod ex Anglia oriundus exstitit, Anglici cognomen incessit, patre exstincto, promptiore fortuna quam diuturniore apud insulam regiam adeptus est arcem. Dum enim Daniam disponendae eius gratia petisset ex Anglia, longam parvuli secessus iacturam expertus est. Quippe Angli, libertatis suae fortunam in eius absentia reponentes, publicam a Danis defectionem moliendo praecipitem rebellandi fiduciam induerunt. Sed quo eum Anglia invidentius sprevit, hoc Dania fidentius coluit. Itaque, dum ad duarum provinciarum utramque avidas imperii manus porrexit, altera potitus, alterius irrevocabiliter dominationem amisit, nihil umquam fortiter pro ipsius recuperatione conatus. Adeo difficile praegrandia continentur imperia. | Hans [Frodes] søn Gorm, der var født i England, og derfor fik tilnavnet »den Engelske«, overtog styret af øen efter faderens død. Men den let skaffede lykke, holdt kun kort tid, for da han forlod England for at rejse til Danmark og bringe sagerne i orden i dét land, betød det korte fravær et langt tab. Englænderne så rejsen som en chance til at vinde friheden, så de lagde fælles planer om løsrivelse af Danmark og fik lige pludselig mod til et oprør. Men jo mere englænderne hadede ham, jo mere stod danskerne trofaste ved ham. Han langede ud efter magt i begge lande, men i det samme han vandt det ene [Danmark], tabte han det andet for altid, og forsøgte aldrig seriøst at genvinde det. Så svært kan det være at holde sammen på to mægtige lande. |

## Roskildekrøniken om Gorm "fra England"
Roskildekrøniken nævner også en Gorm, der kommer fra England sammen med broren Hardeknud (der hos Adam af Bremen er Gorms far), men han er blevet far til Harald, der indførte kristendommen. Man kan desuden se, at krøniken har blandet oplysninger sammen, idet de både nævner normanneren Svend, med sønnen Hardeknud (som krønikeskriveren Adam af Bremen nævner), men lader Svend erobre England, for at få sagnet om "den Engelske" til at passe ind i de oplysninger, der er hentet fra Adam af Bremen. Adam af Bremen nævner nemlig intet om en "engelsk Gorm".
Derudover nævner Roskildekrøniken en anden Gorm med sønnen Harald Blåtand, som levede før den tidligere omtalte Gorm fra England og hans søn Harald.
Dette viser, at der må være sket en dublering af Gorm og Harald i de forskellige sagn. Harald, som Roskildekrøniken nævner med tilnavnet Blåtand må være den samme som den Harald, der indførte kristendommen, og krønikens oplysninger om, at begge Haralder regerede 50 år tyder helt klart på en form for dublering. Det, at Saxo og Roskildekrøniken har forskellige meninger om, hvilken Gorm og Harald, der kom først, er endnu et tegn på en usikker dublering.
Der er dog ingen forklaring på historien om, at en Gorm skulle være kommet fra England, så det må være påvirket af Gorm den Gamle (Æthelstan), som måske af danskerne har været opfattet som en "dansk" konge, da kongerne i East Anglia stammede fra Danmark. "Gorm den Engelske" kan dog også være opfundet, for at understrege de danske kongers ret til England, som Svend Tveskæg erobrede i 1013.